# Неманский переулок (Санкт-Петербург)
Не́манский переулок — переулок в Василеостровском районе Санкт-Петербурга. Проходит от 15-й до 16-й линии Васильевского острова, параллельно нечётной стороне Среднего проспекта и недалеко от неё. Неманским переулком завершается Донская улица, проходящая от его середины перпендикулярно до Малого проспекта, образуя, таким образом, вместе с переулком букву «Т».

## История
Сохранился с 1730-х годов; длительное время названия не имел. В нём, как и на Донской улице, проживали мелкие служащие коллегий. Первоначальное название Безымянный переулок известно с начала XIX века. Параллельно существовало название Грязный переулок.
Современное название Неманский переулок присвоено 14 июля 1859 года по реке Неман, в ряду других проездов на Васильевском острове, названных по рекам России.
Застройка переулка относится ко второй половине XIX-го и середине XX века: на значительной части чётной стороны располагается второй корпус 6-этажного жилого здания из светлого кирпича, построенного в 1970-х годах; первый корпус главным фасадом выходит на Средний проспект под номером 61, располагаясь вплотную между домами № 59 и 63. Между корпусами двор с дорожками и зелёными насаждениями.

## Транспорт
Ближайшая станция метро — «Василеостровская». Движение наземного общественного транспорта по переулку отсутствует, проезд для автомашин открыт.

## Достопримечательности
- Угловой 4-этажный жилой дом, имеющий № 1 по переулку и № 40 по 15-й линии, отличается круглым угловым эркером с балконом, на верху эркера шлемовидный купол со шпилем; дом построен в 1912—1913 годах архитектором П. Н. Батуевым[3].
- По современному адресу «Неманский переулок, дом 5 / 16-я линия, дом 45», находится один из немногих сохранившихся деревянных особняков Васильевского острова. Этот особняк был построен в XIX веке, позже перестроен так, что со стороны 16-й и 17-й линий он выглядит как двухэтажный каменный дом на подвалах[4].